# Озерова, Ксения Михайловна
Ксе́ния Миха́йловна О́зерова (род. 26 апреля 1991, Ленинград) — российская фигуристка, выступавшая в парном катании. С Александром Энбертом они серебряные призёры зимней Универсиады 2009 года в Харбине и участники чемпионата мира 2009 года.

## Биография

### Детство
Ксения Михайловна Озерова родилась 26 апреля 1991 года в Ленинграде (СССР, ныне — Санкт-Петербург, Россия).
Ксения Озерова начала заниматься фигурным катанием в 4 года. Сначала, как и все дети занималась одиночным катанием и даже участвовала в качестве одиночницы в международных турнирах. Например, в 2003 году она выигрывала Кубок Ниццы в категории «новички».

### Выступления с Александром Энбертом
С Александром Энбертом Ксения объединилась в пару в 2007 году. Тренировались под руководством Олимпийской чемпионки 1998 года Оксаны Казаковой. На своём первом чемпионате России среди юниоров стали 6-ми.
В сезоне 2009—2009, пара приняла участие в юниорской серии Гран-при, выступила удачно и отобралась в финал. Там, в короткой программе Ксения сильно подвернула ногу, пришлось останавливать музыку и прерывать выступление. Они всё же докатали программу до конца, но с произвольной вынуждены были сняться, выяснилось что у Ксении серьёзная травма — надрыв связок. Из-за этой травмы пара не участвовала в чемпионате России и в первенстве страны среди юниоров, но решением тренерского совета Федерации фигурного катания была направлена на Универсиаду в Харбин, где стала второй следом за китайской парой Чжан Дань и Чжан Хао. Предполагалось, что сезон для этой пары окончен, но в связи с отказом Любови Илюшечкиной и Нодари Майсурадзе от участия в чемпионате мира 2009 года из-за травмы, Ксения Озерова и Александр Энберт были включены в сборную страны на турнир. На мировом первенстве дебютировали неудачно: попали в первую разминку короткой программы, оба упали при исполнении параллельного прыжка, а затем Ксения упала с выброса, в итоге, заняли, предпоследнее, 24-е место, а так как в произвольную программу проходят 20 пар, то чемпионат мира для них на этом завершился.
Пара с Александром Энбертом распалась в 2010 году после неудачного выступления на чемпионате страны, где они заняли 6-е место и в сборную не попали.

### Выступления с Денисом Голубевым
В сезоне 2010/2011 Ксения выступала с новым партнёром Денисом Голубевым под руководством тренерского дуэта Великовых. На чемпионате России—2011 они заняли последнее, 11-е место, но все же были включены в сборную команду на соревнования зимней Универсиады в Эрзуруме. Там они также выступили плохо и стали последними из пяти участвующих пар. По окончании сезона пара распалась.

## Программы
(с А. Энбертом)
| Сезон     | Короткая программа        | Произвольная программа                            |
| --------- | ------------------------- | ------------------------------------------------- |
| 2009—2010 | «Дон Кихот» Людвиг Минкус | «Очи чёрные» в исполнении Stanley Black Orchestra |
| 2008—2009 | «Дон Кихот» Людвиг Минкус | «Очи чёрные» в исполнении Stanley Black Orchestra |

## Спортивные достижения
(с Д. Голубевым)
| Соревнования/Сезон | 2010—2011 |
| ------------------ | --------- |
| Чемпионаты России  | 11        |
| Зимние Универсиады | 5         |

(с А. Энбертом)
| Соревнования                        | 2007—2008 | 2008—2009 | 2009—2010 |
| ----------------------------------- | --------- | --------- | --------- |
| Чемпионаты мира                     |           | 24        |           |
| Чемпионаты России                   |           |           | 6         |
| Чемпионаты России среди юниоров     | 6         |           |           |
| Этапы Гран-при: Skate Canada        |           |           | 8         |
| Этапы Гран-при: Cup of Russia       |           | 5         |           |
| Финалы юниорского Гран-при          |           | WD        |           |
| Этапы юниорского Гран-при, Чехия    |           | 3         |           |
| Этапы юниорского Гран-при, Беларусь |           | 2         | 6         |
| Зимние Универсиады                  |           | 2         |           |
| Coupe De Nice                       |           |           | 2         |

- J = юниорский уровень; WD = снялись с соревнований